# معرض بيازا سكالا
معرض بيازا سكالا (بالإيطالية: Gallerie di Piazza Scala) أو معرض إيطاليا بميلانو (بالإيطالية: Gallerie d'Italia - Milano)، هُو متحف للفن الحديث والمعاصر يقع في ميلانو بإيطاليا. يتواجد المتحف وسط ساحة ديلا سكالا، وينقسم على مبنيين هُما قصر برينتاني وقصر أنغيسولا. يستضيف المُتحف حوالي 195 عملاً فنياً من مجموعات مؤسسة كاريبلو الفنية، من ضمنها أعمال فنية لرسامين ونحاتين لومبارد من القرن التاسع عشر، أمثال أنطونيو كانوفا وأومبرتو بوتشيوني. افتُتح في 25 أكتوبر 2012 قسم جديد من المتحف في قصر البنك التجاري الإيطالي، حيث يضُم 189 عملًا فنيًا من القرن العشرين.
خلال حفل توزيع جوائز الفن المُعاصر لسنة 2017، والذي استضافه رئيس الجمهورية الإيطالية سيرجيو ماتاريلا في قصر كويرينال، حصل معرض بيازا سكالا على جائزة خاصة باعتباره "راعي القرن الحادي والعشرين".

## الفنانون والأعمال الفنية
من بين 153 رسامًا في متحف «ساحة لا سكالا» في وسط ميلانو
- Alighiero Boetti (تورين 1940 - روما 1994)
  - Senza titolo، 1966، 99.7 × 99.7 سم
  - AI IEOOEI LGHRBTT، 1975، 100 × 70 سم لكل منها
- Agostino Bonalumi (في ميركات، ميلانو 1935)
  - Rosso، 1964، 70.5 × 60 × 4.5 سم
- ألبرتو بوري (مدينة كاستيلو، بيروجيا 1915 - نيس 1995)
  - Sabbia، 1952، 90 × 108.5 سم
  - Rosso Nero، 1953، 98.8 × 85.2 سم
- إنريكو كاستيلاني (كاستيلمassa، روفيغو 1930)
  - Superficie bianca (تحية للفجر)، 1971، 141 × 212 سم
- Sandro Chia (فلورنسا 1946)
  - Ometto quando ti sentirai a tuo agio visto che sei a casa tua، 1976، 80 × 80 سم
- فرانشيسكو فيليپيني (بريشيا 1853 - ميلانو 1895)
  - Prime Nevi، 1963، زيت على قماش، 115 × 80 سم
- لوسيو فونتانا (سانتافي 1899 - كومابيو، فاريسي 1968)
  - Concetto spaziale، 1951، 68 × 70 سم
  - Concetto spaziale، 1952، 34.5 × 49.5 سم
  - Concetto spaziale، 1956، 58 × 43.5 سم
  - Concetto spaziale. Attese، 1959-1960، 64.5 × 42.5 سم
  - Concetto spaziale: la Luna a Venezia، 1961، 150 × 150 سم
  - Concetto spaziale. Attese، 1964، 53 × 64 سم
  - Concetto spaziale. Attese، 1967، 81 × 65 سم
  - Concetto spaziale، 1967، 110 × 110 × 10.5 سم
  - Concetto spaziale، 1967، 28 × 49 سم
- سالفاتوري غاراو (سانتا جوستا 1953)
  - Scultura che lancia-lucciole-segnali di pioggia، 1992، 105 × 105 سم
- بييرو مانزوني (سونتشينو، كريمونا 1933 - ميلانو 1963)
  - Achrome، 1958، 70 × 100 سم
- Giuseppe Santomaso (فينيسيا 1907 - 1990)
  - Ricordo verde، 1953، 120.2 × 150 سم
- ماريو سكيفانو (حمص 1934 - روما 1998)
  - Ultimo autunno، 1963، 179 × 140 سم
  - Futurismo rivisitato، 1966، 100 × 52 سم
- Emilio Vedova (فينيسيا 1919 - 2006)
  - Spazio inquieto T1، 1957، 134.5 × 167.9 سم
  - Spagna. Omaggio a Machado،

## القرن التاسع عشر

### الأقسام

#### القسم الأول: أعمال أنطونيو كانوفا
تتواجد بالمُتحف عدة نماذج من أعمال ونقوش الفنان أنطونيو كانوفا، وتتوزع على الغرف 1 و2 و3 و4.
| الأعمال الفنية |
| --- |
| - 1. "الأمل" (بالإيطالية: La speranza)، 1792. - 2. "الجمعية الخيرية" (بالإيطالية: La carità)، 1792. - 3. "العدالة" (بالإيطالية: La giustizia)، 1792. - 4. "تسليم بريسيس من آخيل لأغامنون" (بالإيطالية: Briseide consegnata da Achille agli araldi di Agamennone)، 1787-1790. - 5. "تقدم نساء هيكوبا ونساء طروادة البيبلوس إلى بالاس" (بالإيطالية: Ecuba e le donne troiane offrono il peplo a Pallade)، 1790-1792. - 6. "وفاة بريام" (بالإيطالية: Morte di Priamo)، 1787-1790. - 7. "رقصة أبناء ألكينو" (بالإيطالية: Danza dei figli di Alcinoo)، 1790-1792. - 8. "عودة تيليماخوس إلى إيثاكا والاجتماع مع بينيلوبي" (بالإيطالية: Ritorno di Telemaco a Itaca e incontro con Penelope)، 1787-1790. - 9. "سقراط يرفض عائلته" (بالإيطالية: Socrate congeda la propria famiglia)، 1787-1790. - 10. "سقراط يشرب الشوكران" (بالإيطالية: Socrate beve la cicuta)، 1787-1790. - 11. "كريتو يُغلق عيون سقراط" (بالإيطالية: Critone chiude gli occhi a Socrate)، 1790-1792. - 12. "إطعام الجياع" (بالإيطالية: Dare da mangiare agli affamati)، 1795. - 13. "تعليم الجاهل" (بالإيطالية: Insegnare agli ignoranti)، 1795. |

#### القسم الثاني: أعمال فرانشيسكو هايز
في الغرفة 5، تتواجد أعمال الفنان فرانشيسكو هايز، والتي تتنوع بين المواضيع الرومانسية والرسوم التاريخية والميلودراما.
| الأعمال الفنية |
| --- |
| - 14. "لقاء جاكوبو فوسكاري الأخير مع عائلته (بسبب فوسكاري)" (بالإيطالية: L'ultimo abboccamento di Jacopo Foscari con la propria famiglia (I due Foscari))، 1838-1840. - 15. "البابا أوربان الثاني في ساحة كليرمون أثناء الحملة الصليبية الأولى" (بالإيطالية: Papa Urbano II sulla piazza di Clermont predica la prima crociata)، 1835. - 16. "وفاة أبراداتيس" (بالإيطالية: La morte di Abradate)، 1813. - 17. "فالينزا جرادينيغو أمام المحققين" (بالإيطالية: Valenza Gradenigo davanti agli Inquisitori)، 1835. |

#### القسم الثالث: أعمال جيوفاني ميغليارا ورواد الفن الرومانسي
في الغُرفتين 6 و7، تتواجد أعمال الفنانين جيوفاني ميغليارا وبيترو رونزوني وأنجيلو إينغاني.
| الأعمال الفنية |
| --- |
| - 18. جيوفاني ميغليارا، "صورة للرسام جيوفاني ميليارا جالسًا أمام حامله" (بالإيطالية: Ritratto del pittore Giovanni Migliara seduto davanti al suo cavalletto)، 1829. - 19. جيوفاني ميغليارا، "نزوة البندقية" (بالإيطالية: Capriccio veneziano)، 1812-1815 - 20. جيوفاني ميغليارا، "فيدوتا دي فانتازيا" (بالإيطالية: Veduta di fantasia)، 1812-1815 - 21. جيوفاني ميغليارا، "منظر لبالازو دوكالي في البندقية" (بالإيطالية: Veduta di Palazzo Ducale a Venezia)، 1815 - 22. جيوفاني ميغليارا، "منظر لمحيط ليكو" (بالإيطالية: Veduta dei dintorni di Lecco)، 1815-1820 - 23. جيوفاني ميغليارا، "عودة الآباء الكبوشيين إلى الدير بعد البحث عن رزق الشتاء" (بالإيطالية: Il ritorno dei Padri Cappuccini nel convento dopo la cerca con la provisione invernale)، 1825-1830 - 24. جيوفاني ميغليارا، "المناظر الطبيعية مع الخيول" (بالإيطالية: Paesaggio con cavalli)، 1815-1818 - 25. جيوفاني ميغليارا، "يتقاعد تشارلز الخامس في دير سان جوستو في إكستريمادورا" (بالإيطالية: Carlo V si ritira nel convento di San Giusto nell'Estremadura)، 1825-1830 - 26. جيوفاني ميغليارا، "زيارة لويس الرابع عشر للدير في لا فاليير" (بالإيطالية: La Vallière visitata nel chiostro da Luigi XIV)، 1821-1825 - 27. جيوفاني ميغليارا، "داخل دير ماجيوري في ميلانو" (بالإيطالية: Interno di un chiostro del Monastero Maggiore a Milano)، 1820-1825 - 28. جيوفاني ميغليارا، "الإخوة في المطبخ" (بالإيطالية: Frati in cucina)، 1827 - 29. جيوفاني ميغليارا، "الدير الداخلي" (بالإيطالية: Interno di convento)، 1832 - 30. تيودوليندا ساباينو ميغليارا، "داخل بازيليكا دي سان لورينزو في ميلانو" (بالإيطالية: Interno della basilica di San Lorenzo a Milano)، حوالي 1845 - 31. جيوفاني ميغليارا، "داخل الكنيسة" (بالإيطالية: Interno di una chiesa)، 1832 - 32. جيوفاني ميغليارا، "داخل كاتدرائية بيزا" (بالإيطالية: Interno del Duomo di Pisa)، 1835 - 31. جيوفاني ميغليارا، "داخل الكنيسة" (بالإيطالية: Interno di una chiesa)، 1832 - 34. جيوفاني ميغليارا، "داخل دير ألتاكومبا" (بالإيطالية: Interno del monastero di Altacomba)، 1833 - 35. جيوفاني ميغليارا، "الاعتراف" (بالإيطالية: La confessione)، 1838 - 36. جيوفاني ميغليارا، "صورة لبيترو رونزوني" (بالإيطالية: Ritratto di Pietro Ronzoni)، 1825 - 37. بييترو رونزوني، "فيلاندا في منطقة بيرغامو" (بالإيطالية: Filanda nel bergamasco)، 1825-1830 - 39. أنجيلو إينغاني، "الفلاح يضيء شمعة بجمرة مشتعلة"، (بالإيطالية: Contadino che accende la candela con un tizzone ardente)، 1850 |

#### القسم الرابع: التصوير التاريخي لتوحيد إيطاليا
تتواجد بالغُرفتين 8 و9 أعمال الفنانين جيرولامو إيندونو وسيباستيانو دي ألبيرتيس والتي صورت حدث توحيد إيطاليا التاريخي.
| الأعمال الفنية |
| --- |
| - 41. دومينيكو إيندونو، "وصول نشرة فيلافرانكا" (بالإيطالية: L'arrivo del Bollettino di Villafranca)، 1861-1862 - 42. دومينيكو إيندونو، "عودة الجندي الجريح" (بالإيطالية: Il ritorno del soldato ferito)، حوالي 1854 - 43. جيرولامو إيندونو، "الحارس" (بالإيطالية: Sentinella)، 1851 - 44. جيرولامو إيندونو، "غاريبالدي على مرتفعات سانت أنجيلو بالقرب من كابوا" (بالإيطالية: Garibaldi sulle alture di Sant'Angelo presso Capua)، 1862 - 45. جيرولامو إيندونو، "رحيل غاريبالديان" (بالإيطالية: La partenza del garibaldino)، 1860 - 46. جيرولامو إيندونو، "غاريبالديان" (بالإيطالية: Il garibaldino) 1871 - 47. أنجيلو تريزيني، "إل سولداتو فيريتو" (بالإيطالية: Il soldato ferito)، 1860-1870 - 48. جيرولامو إيندونو، "رحيل المتطوعين عام 1866" (بالإيطالية: La partenza dei volontari nel 1866)، 1877-1878 - 49. جيرولامو إيندونو، "معركة سيرنايا" (بالإيطالية: La battaglia della Cernaja)، 1857 - 50. جيرولامو إيندونو، "الاستيلاء على باليسترو في 30 مايو 1859" (بالإيطالية: La presa di Palestro del 30 maggio 1859)، 1860 - 51. سيباستيانو دي ألبيرتيس، "مدفعية الفرقة الثالثة في معركة سان مارتينو" (بالإيطالية: L'artiglieria della III Divisione alla battaglia di San Martino)، 1887 - 52. سيباستيانو دي ألبيرتيس، "نداء الخيول الضالة" (بالإيطالية: Il richiamo dei cavalli sbandati)، 1893 - 53. إيميليو ماجيستريتي، "في 9 يناير 1878 في ميلانو، إعلان وفاة فيتوريو إيمانويل الثاني" (بالإيطالية: Il 9 gennaio 1878 a Milano. Annuncio della morte di Vittorio Emanuele II')، 1879 |

#### القسم الخامس: كاتدرائية ميلانو
تتواجد بالغُرف 10 و11 و12 و13 أعمال صورت كاتدرائية ميلانو.
| الأعمال الفنية |
| --- |
| - 54. جيوفاني ميليارا، "منظر لساحة ديل دومو في ميلانو" (بالإيطالية: Veduta di piazza del Duomo in Milano)، 1819 - 56. كارلو كانيلا، "كاتدرائية ميلانو وممر سيرفي" (بالإيطالية: Il Duomo di Milano e la corsia dei Servi)، 1860-1865 - 58. بومبيو كالفي، "داخل كاتدرائية ميلانو" (بالإيطالية: Interno del Duomo di Milano)، 1835 - 59. لويجي بيسي، "داخل كاتدرائية ميلانو" (بالإيطالية: Interno del Duomo di Milano)، 1840 - 60. لويجي بيسي، "الكرازة في كاتدرائية ميلانو" (بالإيطالية: Predica nel Duomo di Milano)، 1850 - 63. أرتورو فيراري، "داخل كاتدرائية ميلانو" (بالإيطالية: Interno del Duomo di Milano)، 1888 - 64. لويجي بريمازي، "منظر لأوسبيدالي ماغيوري في ميلانو" (بالإيطالية: Veduta dell'Ospedale Maggiore di Milano)، 1842 - 65. كارلو كانيلا، "منظر لكنيسة سانتا ماريا ديلا بيس في ميلانو" (بالإيطالية: Veduta della chiesa di Santa Maria della Pace in Milano)، 1852-1855 - 66. أنجيلو تريزيني، "مسيرة الخميس (إيلفوبونينو)" (بالإيطالية: La passeggiata del giovedì (Il Fopponino))، 1869 - 69. أرتورو فيراري، "كنيسة سانتو ستيفانو في بورغونيا" (بالإيطالية: La chiesa di Santo Stefano in Borgogna)، 1896 - 71. لويغي روسي، "شارع في ميلانو" (بالإيطالية: Una via di Milano)، 1881 - 72. أرتورو فيراري، "في الشارع القديم (زقاق سان برناردينو على طول أوسا في ميلانو)" (بالإيطالية: Nella vecchia via (Il vicolo di San Bernardino alle ossa a Milano))، 1912 - 74. فيديريكو موجا، "داخل مصلى المسبحة الوردية في كنيسة سانتي جيوفاني إي باولو في البندقية" (بالإيطالية: Interno della cappella del Rosario nella chiesa dei Santi Giovanni e Paolo a Venezia)، 1843 - 75. فينتشينزو أباتي، "منظر لنصب لباولو سافيلي التذكاري في كنيسة سانتا ماريا غلوريوسا دي فراري في البندقية" (بالإيطالية: Veduta del monumento sepolcrale a Paolo Savelli nella chiesa di Santa Maria Gloriosa dei Frari a Venezia)، 1857 - 77. فاوستو أونتونيولي، "منظر لساحة كونتارينا في أوديني" (بالإيطالية: Veduta della piazza Contarena di Udine)، 1856 - 78. لويجي كويرينا، "موكب داخل الكولوسيوم" (بالإيطالية: Processione all'interno del Colosseo)، 1870 |

#### القسم السادس: نافيلي
في الغرفة 14 تتواجد أعمال تُصور القنوات المائية التي تربط مدينة ميلانو والتي تُسمى محليا باسم قنوات نافيلي.
| الأعمال الفنية |
| --- |
| - 80. جيوسيبي كانيلا، "صنادل في ريالتو" (بالإيطالية: Barconi a Rialto)، 1833 - 81. جيوسيبي كانيلا، "منظر لقناة نافيلي مأخوذ من جسر سان ماركو" (بالإيطالية: Veduta del canale Naviglio presa sul ponte di San Marco)، 1834 - 87. جيوسيبي إيلينا، "منظر لساحة ديلا فيترا في ميلانو" (بالإيطالية: Veduta della piazza della Vetra in Milano)، 1833 |

#### القسم السابع: المناظر الطبيعية في لومبارد
في الغرفة 15 تتواجد أعمال فنية صورت المناظر الطبيعية في لومبارد.
| الأعمال الفنية |
| --- |
| - 93. جيوسيبي كانيلا، "منظر لسالا على بحيرة كومو" (بالإيطالية: Veduta di Sala sul Lago di Como)، 1847 - 95. أوجينيو غينيوس، "المناطق المحيطة بميلانو (مغاسل ماغولفا)" (بالإيطالية: Dintorni di Milano (Lavandaie della Magolfa)) 1870 - 96. جيرولامو إيندونو، "بيسكارينيكو" (بالإيطالية: Pescarenico)، 1862 - 100. سيلفيو بوما، "منظر لبحيرة ليكو ومرتفع بيلاجيو" (بالإيطالية: Veduta del Lago di Lecco e la punta di Bellagio)، 1885-1890 - 105. بومبيو مرجاني، "كاسينا زيلاتا" (بالإيطالية: Cascina Zelata)، 1896 - 106. بومبيو مرجاني، "قطف الزيتون في بورديغيرا" (بالإيطالية: La raccolta delle olive a Bordighera)، 1917 |

#### القسم الثامن: إحياء الصالون البرجوازي
في الغرفة 16، تتواجد أعمال صورت الصالون البرجوازي في القرن الثامن عشر.
| الأعمال الفنية |
| --- |
| - 112. جيرولامو إيندونو، "الرسام" (بالإيطالية: La pittrice)، 1871 - 113. فرانشيسكو فالابيرتا، "هل يحبني أم لا يحبني؟ (مريض الحب)" (بالإيطالية: Mi ama o non mi ama? (La malata d'amore))، 1871 - 114. جيرولامو إيندونو، "درس الرقص" (بالإيطالية: La lezione di ballo)، 1867 - 115. إيلوتيريو باغليانو، "درس الجغرافيا" (بالإيطالية: La lezione di geografia)، 1880 - 116. غايتانو بريفياتي، "باجيتو كون ماندولينو" (بالإيطالية: Paggetto con mandolino)، 1878-1884 - 117. فينشينزو فيلا، "صورة للماركيزة فيرجينيا بوستي بورو وهي مراهقة" (بالإيطالية: Ritratto della marchesa Virginia Busti Porro adolescente)، 1871 |

#### القسم التاسع: حياة الناس
في الغرفتين 17 و18 تتواجد لوحات فنية تعكس مشاهد من حياة الناس.
| الأعمال الفنية |
| --- |
| - 120. دومينيكو إيندونو، "الفنان الرحالة (التسول)" (بالإيطالية: L'artista nomade (La questua))، 1870-1872 - 124. دومينيكو إيندونو، "زيارة الممرضة" (بالإيطالية: La visita alla nutrice)، 1863 - 125. دومينيكو إيندونو، "زيارة لا بويربيرا" (بالإيطالية: La visita alla puerpera)، 1875 - 128. فيليبو باليزي، "الينبوع" (بالإيطالية: La primavera)، 1868 - 129. فرانشيسكو مانشيني، "روتين رو، هايد بارك" (بالإنجليزية: Rotten Row, Hyde Park)، 1876 - 131. جياكومو فافريتو، "لا بوليفيندولا" (بالإيطالية: La pollivendola)، حوالي 1880 - 133. موزي بيانكي، "العودة من المهرجان" (بالإيطالية: Il ritorno dalla sagra)، 1880 - 134. جيوفاني سيغانتيني، "جوقة كنيسة سانت أنطونيو في ميلانو" (بالإيطالية: Il coro della chiesa di Sant'Antonio in Milano)، 1879 - 136. جيوفاني سيغانتيني، "عامل الأرض" (بالإيطالية: Il lavoratore della terra)، 1886 - 137. فيليبو كاركانو، "أنواع عائلة الفلاحين في فينيتو" (بالإيطالية: Tipi di una famiglia di contadini nel Veneto)، 1885 - 138. جيوفاني سوتوكورنولا، "ميسون" (بالإيطالية: Muratore)، 1891 - 139. جيوفاني سوتوكورنولا، "أنا أيضا رسام (هاو)" (بالإيطالية: Anch'io pittore (Dilettante))، 1885 - 140. جيوفاني سوتوكورنولا، "فروتيرا (بائع فواكه)" (بالإيطالية: Frutera (Venditrice di frutta))، 1886 - 141. إيميليو غولا، "مغاسل على نافيلي" (بالإيطالية: Lavandaie sul Naviglio)، 1894-1899 - 142. فينشيينزو إيرولي، "الملاك الموسيقي" (بالإيطالية: L'angelo musicante)، 1900-1905 - 144. فينشيينزو إيرولي، "شهوانية" (بالإيطالية: Voluttà)، 1900- 1910 - 145. فينشيينزو ميليارو، "بيديغروتا (عيد بيديغروتا)" (بالإيطالية: Piedigrotta (La festa di Piedigrotta))، 1895 - 146. أنطونيو مانشيني، "ردود الفعل" (بالإيطالية: Riflessi)، 1918-1920 |

#### القسم العاشر: من الماكيايولي إلى التقسيمين
في الغرفة 18، تتواجد أعمال تنوعت ما بين أسلوب الماكيايولي وأسلوب التقسيميين.
| الأعمال الفنية |
| --- |
| - 148. تيليماكو سينيوريني، "عدم القدرة على الانتظار" (بالإيطالية: Non potendo aspettare)، 1867 - 150. لورينزو ديلياني، "الريف نحو الشتاء" (بالإيطالية: Campagna verso l'inverno)، 1892 - 151. لورينزو ديلياني، "الخريف الذهبي" (بالإيطالية: Autunno dorato)، 1903 - 152. لورينزو ديلياني، "الخريف الذهبي (غروب الشمس في نوفمبر)" (بالإيطالية: Autunno dorato (Tramonto a novembre))، 1904 - 155. موزي بيانشي، "ميلان القديمة" (بالإيطالية: Vecchia Milano)، 1890 - 156. جيوفاني بولديني، "قناة في البندقية" (بالإيطالية: Canale a Venezia)، 1899-1913 - 159. بلينيو نوميليني، "فتاة على النافذة" (بالإيطالية: Ragazza alla finestra)، 1891-1893 - 160. لويجي كونكوني، "الوردة" (بالإيطالية: La rosa)، 1910-1915 |

#### القسم الحادي عشر: جبال الألب
في الغرفتين 19 و20، تُعرض لوحات فنية تعكس جبال الألب والمناظر الطبيعية الأخرى كتعبير عن المشاعر والعواطف.
| الأعمال الفنية |
| --- |
| - 162. إيركولي كالفي، "منظر لبريانزا" (بالإيطالية: Veduta della Brianza)، 1860-1865 - 163. كارلو مانشيني، "نزول الثيران إلى العربة على ضفاف بحيرة أنوني" (بالإيطالية: Buoi aggiogati al carro sulle rive del Lago di Annone)، 1857 - 164. فرانسيسكو غنيشي، "فوندو توتشي (سمبلون بحيرة ماجوري)" (بالإيطالية: Fondo Toce (Il Sempione dal Lago Maggiore))، 1884 - 165. لورينزو غينيوس، "منظر لبحيرة ماجوري" (بالإيطالية: Veduta del Lago Maggiore)، 1885 - 166. آخيل فورميس، "نبات مزهر" (بالإيطالية: Erica in fiore)، 1906 - 167. إيركولي كالفي، "بروغيرا لومباردا" (بالإيطالية: Brughiera lombarda)، 1887 - 168. موزي بيانشي، "الدير" (بالإيطالية: Chiostro)، 1890 - 170. فرانشيسكو فيليبيني، "أول ثلوج" (بالإيطالية: Prime nevi)، 1889 - 172. فيليبو كاركانو، "في منتصف الشتاء (الشتاء في إنغادينا)" (بالإيطالية: In pieno inverno (Inverno in Engadina))، 1909 - 175. إيميليو لونغوني، "الربيع في الجبال العالية" (بالإيطالية: Primavera in alta montagna)، 1912 - 176. كارلو كريسيني، "غروب الشمس الهادئ (فوسكانيو - فالتيلينا" (بالإيطالية: Tramonto sereno (Foscagno - Valtellina))، 1920-1925 |

#### القسم الثاني عشر: الرمزية
في الغرفتين 21 و22، تتواجد لوحات فنية تعكس الأسلوب الرمزي في الرسم.
| الأعمال الفنية |
| --- |
| - 177. لويجي روسي، "مدرسة الألم" (بالإيطالية: La scuola del dolore)، 1895 - 178. أليساندرو ميليسي، "المعبر (رحيل البحار)" (بالإيطالية: La traversata (La partenza del marinaio))، 1901 - 179. سيزار لورينتي، "العجائب في الانتظار" (بالإيطالية: La meraviglia in attesa)، 1900-1905 - 181. ليوناردو بازارو، "صلاة في كيودجا" (بالإيطالية: Orazione a Chioggia)، 1897 - 182. ليوناردو بازارو، "عند النعمة (ثياب في كيودجا)" (بالإيطالية: Alla Benedizione (Un vespro a Chioggia))، 1898-1901 - 183. ليوناردو بازارو، "نار! نار! (النار في كيودجا)" (بالإيطالية: Fuoco! Fuoco! (L'incendio a Chioggia))، 1905 - 184. فرانشيسكو لوجاكونو، "المستنقعات" (بالإيطالية: Le paludi)، 1900-1910 - 185. أنجيلو موربيلي، "قارب على بحيرة ماجوري" (بالإيطالية: Battello sul Lago Maggiore)، 1915 - 186. أنجيلو موربيلي، "الحلم والواقع" (بالإيطالية: Sogno e realtà)، 1905 - 187. فيليبو كاركانو، "القطيع (الإنسانية)" (بالإيطالية: Il gregge (L'Umanità))، 1906 - 188. بارتولوميو غيوليانو، "الفيلات" (بالإيطالية: Le Villi)، 1906 - 189. غايتانو بريفياتي، "رقصة الساعات" (بالإيطالية: La danza delle Ore)، 1899 - 191. إيميليو غولا، "صورة لسيدة" (بالإيطالية: Ritratto di signora)، 1903 - 192. غيوليو أريستيدي سارتوريو، "الصحوة" (بالإيطالية: Risveglio)، 1908-1923 - 193. غيوليو أريستيدي سارتوريو، "مهرجان" (بالإيطالية: Sagra)، 1908-1923 |

#### القسم الثالث عشر: أعمال أومبرتو بوتشيوني
في الغرفة 23، تتواجد أعمال الفنان أومبرتو بوتشيوني، والتي تتنوع ما بين التنقيطية والمستقبلية.
| الأعمال الفنية |
| --- |
| 194. "ثلاث نساء (الأم والأخت وعارضة الأزياء إيناس)" (بالإيطالية: Tre donne (La madre, la sorella e la modella Ines))، 1909–1910 195. "ورش عمل في بورتا رومانا" (بالإيطالية: Officine a Porta Romana)، 1910 196. "امرأة في الحديقة" (بالإيطالية: Donna in giardino)، 1910 197. "الريف بالأشجار والجدول (ريو)" (بالإيطالية: Campagna con alberi e ruscello (Rio))، 1908 |

## القرن العشرين

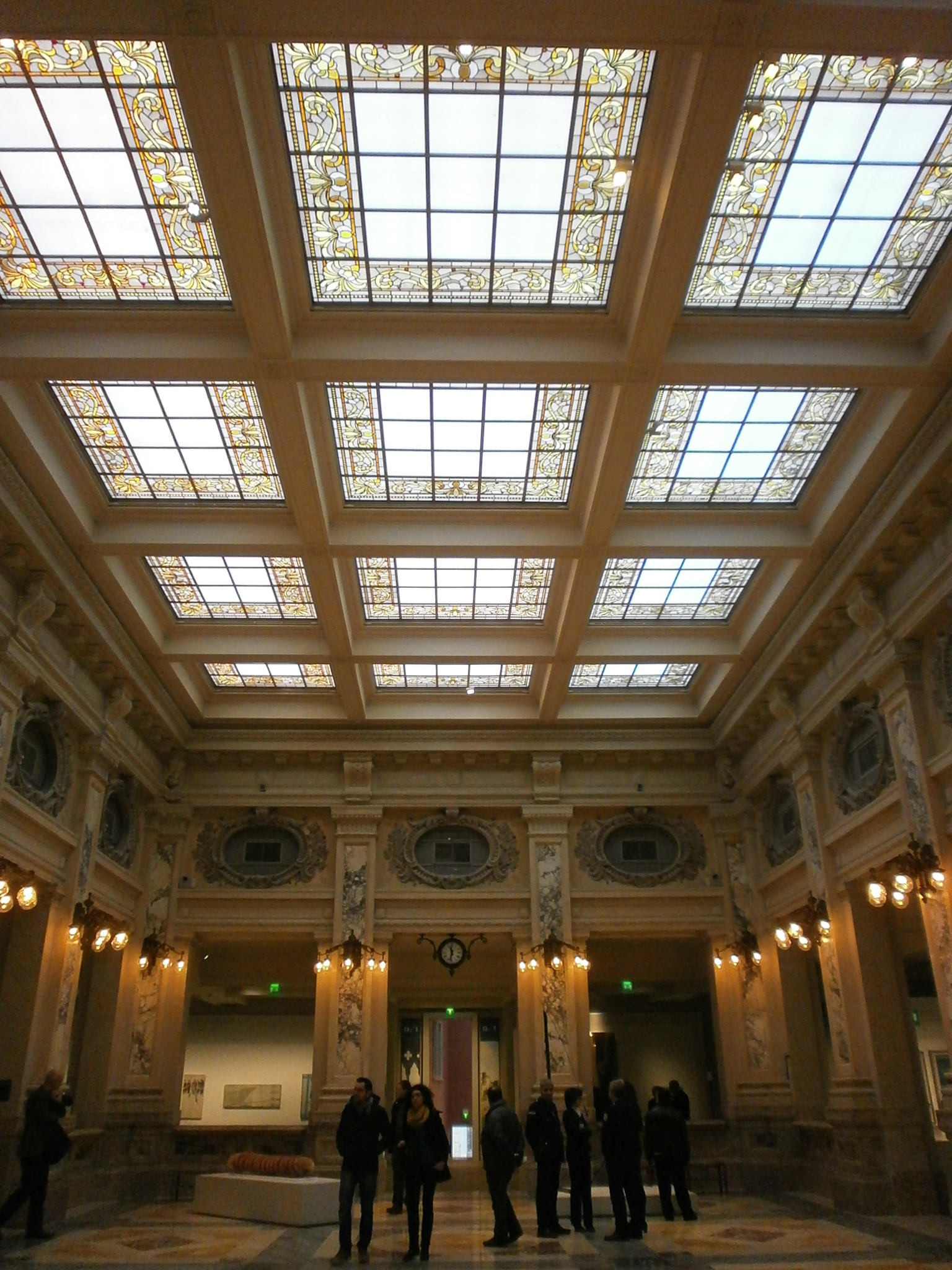
إحدى قاعات المتحف في قسم أعمال القرن العشرين

### الأقسام

#### الافتتاحية 1
- القسم 1، الغرفة 1: ذكرى الصورة.
- القسم 2، الغرف 2-3-4: لوسيو فونتانا، المكانية والحركة النووية.
- القسم 3، الغرفة 5: الفن التجريدي بين الأربعينيات والخمسينيات.
- القسم 4، الغرفة 6: الرسم ما وراء الرسم. العمل، المسارات، البصمات.
- القسم 5، الغرفة 7: نماذج من غير الرسمي.
- مونوغرافيا 1، الغرفة 8: اللون كشكل بلاستيكي. رحلة عبر شكل من أشكال التجريد.
- مونوغرافيا 2، الغرفة 9: إميليو إيسغرو، الحقبة الإيطالية.
- القسم 6، القاعة 10: الفن الحركي والمبرمج.

#### الافتتاحية 2
- القسم 7، الغرفة 11: الستينيات: علامات، كلمات، حكايات.
- القسم 8، الغرفة 12: الستينيات: أشياء، صور.
- القسم 9، الغرفة 13: حول آرتي بوفيرا.
- القسم 10، الغرفة 14: الممارسات المفاهيمية.
- القسم 11، الغرفة 15: أفكار بنائية.
- القسم 12، الغرفة 16: أواخر القرن العشرين.

### الأعمال الفنية
| القائمة الكاملة |
| --- |
| - Carla Accardi (تراباني، 1924) - "أحمر أخضر" (بالإنجليزية: Green Red)، 1963، أكريليك على قماش، 96.7 x 146 سم - الرسام ايرو ‏ (بولونيا، 1935) - "اقتراح ذاتي" (بالإنجليزية: Auto-suggestion)، 1965، أكريليك على قماش، 73.3 x 94.3 سم - آفرو (Afro Basaldella) (أودينيزي، 1912 - زيوريخ، 1976) - "بدون اسم"، 1959، مواد متعددة على قماش، 104 x 130 سم - "شكل أحمر" (بالإنجليزية: Red Figure)، 1964، مواد متعددة على قماش مدعوم بالورق، 69.5 x 99.5 سم - Vincenzo Agnetti (ميلانو، 1926 - 1981) - "مُسلمة" (بالإنجليزية: Axiom)، 1970، نقش على صغر الباكليت، 70 x 70 سم - Carlo Alfano (نابولي، 1932 - 1990) - "شظايا من صورة شخصية مجهولة" (بالإنجليزية: Fragments of an Anonymous Self Portrait)، 1975، مواد متعددة (غرافيت، أكريليك، شريط مغناطيسي) على قماش، 69 x 100 سم - Giuseppe Allosia (فولتيرا/بيزا، 1910 - جنوى، 1983) - "بدون عنوان"، 1959، زيت على لوح خشبي، 67.5 x 41 سم - Getulio Alviani (أودينيزي، 1939) - "سطح" (بالإنجليزية: Surface)، circa 1965، طباعة شاشة على معدن، 67 x 64 x 1 سم - Giovanni Anceschi (ميلانو، 1939) - "طرق السوائل" (بالإنجليزية: Fluid Routes)، 1961، سائل ملون، خشب مطلي، 55 x 55 سم - Franco Angeli (روما، 1935 - 1988) - "أونوم" (بالإنجليزية: Unum)، 1966، مواد متعددة على قماش، 50 x 140 سم - Rodolfo Aricò (ميلانو، 1930 - 2002) - "بدون عنوان"، 1960، زيت على قماش، 150 x 150 سم - "منظور عام" (بالإنجليزية: General Perspective)، 1970، أكريليك على قماش، 98 x 282 سم - Stefano Arienti (آسولا/مانتوفا، 1961) - "زنابق الماء" (بالإنجليزية: Water Lilies)، 1990، بلاستيسين على مُلصق مثبت على لوحة ليدجر، 90 x 121 سم - Edmondo Bacci (البندقية، 1913 - 1978) - "تركيب" (بالإنجليزية: Composition)، 1960-1961، زيت على قماش، 75 x 90 سم - Enrico Baj (ميلانو، 1924 - فرجاتي/مقاطعة فريزة، 2003) - "منظر نووي" (بالإنجليزية: Nuclear Landscape)، 1951، زيت ومينا على قماش، 29 x 52.3 سم - "لاحظ من خلالها ما تُريد" (بالإنجليزية: See in it what you will)، 1951، زيت ومينا على قماش، 69.7 x 99.8 سم - جياكومو بالا (تورينو، 1871 - روما، 1958) - "دراسة مجردة" (بالإنجليزية: Abstract Study) (شجرتي نخيل في النور)، 1920، زيت وقلم رصاص على لوح خشبي، 37 x 28 سم - Marina Ballo Charmet (ميلانو، 1952) - "من زاوية العين" (بالإنجليزية: Out of the corner of the Eye)، 1993، طباعة فوتوغرافية بالأبيض والأسود على دعامة معدنية، 102 x 153 سم - Mario Ballocco (ميلانو، 1913 - 2008) - "بنية" (بالإنجليزية: Lattice)، 1951، تمبرا على ورق، 25 x 35 سم - Luciano Bartolini (فيسولي، 1948 - ميلانو، 1994) - "أريادن وفيتاغورس" (بالإنجليزية: Ariadne and Pythagoras)، 1987، زيت، ورق أرز، ورقة ذهب وألوان مائية على ورق، 149 x 199 سم - Gianfranco Baruchello (ليفورنو، 1924) - "جلد بوما - روزا سيلامورت تهاجم المدينة" (بالإنجليزية: Puma skin - Rosa Selamort attacking the City)، 1975، قلم رصاص، حبر، تمبرا ومينا على ألمنيوم، 150 x 150 سم - Davide Benati (ريجيو إميليا، 1949) - "أرض الهدوء الصباحي" (بالإنجليزية: Land of the Morning Calm)، 1985، ألوان مائية على ورق، 130 x 150 سم - Vasco Bendini (بولونيا، 1922) - "صورة" (بالإنجليزية: Image)، 1957، زيت ومواد متعددة أخرى على قماش، 110 x 90 سم - Gianni Bertini (بيزا، 1922 - كان، 2010) - "بدون عنوان"، 1950، زيت على قماش، 41 x 50 سم - "شيء قد وقع" (بالإنجليزية: Something has happened)، 1966، طباعة فوتوغرافية على قماش، 61.5 x 54.5 سم - Domenico Bianchi (أناجني، فروزينوني، 1955) - "بدون عنوان"، 1991، شمع على دعامة بوليستر وألياف زجاجية، 80 x 60 سم - ريمو بيانكو (ميلانو 1922 - 1988) - "بصمة 15 أ"(بالإنجليزية: Imprint 15 A)، 1960، مواد متعددة على قماش، 100 x 75 سم - Alberto Biasi (بادوفا، 1937) - "بدون عنوان"، 1972، نقش PVC (مزدوج الطبقات) على لوح خشبي مطلي، 68 x 68 x 4 سم - Guido Biasi (نابولي، 1933 - باريس، 1982) - "متفرج على مذنب" (بالإنجليزية: Spectator of a Comet)، 1957، زيت ومينا على قماش، 150،3 x 99.3 سم - Annibale Biglione (سيتيمو فيتون، 1923 - بيترا ليجور، 1981) - "عمل تجريدي" (بالإنجليزية: Abstract Work)، 1950، تمبرا على ورق مدعوم بقماش، 60 x 41 سم - Renato Birolli (فيرونا، 1905 - ميلانو، 1959) - "حريق في سينك تير" (بالإنجليزية: Fire in the Cinque Terre)، 1955، زيت على قماش، 114 x 122 سم - Irma Blank (تسيله، 1934) - "صفحة"، 1977، حبر هندي على ورق، 23 x 30 سم - Alighiero Boetti (تورينو، 1940 - روما، 1994) - "بدون عنوان"، 1966، خشب، حبل، عين ترباس، 99.7 x 99.7 سم - (بالإنجليزية: AI IEOOEI LGHRBTT)، 1975، قلم حبر جاف أزرق على ورق مدعوم بالقماش، عُنصرين، 100 x 70 سم لكل منهم - Agostino Bonalumi (فيميركاتي، 1935) - "أحمر" (بالإنجليزية: Red)، 1964، قماش غير مرن وفينيل تمبرا، 70.5 x 60 x 4.5 سم - Davide Boriani (ميلانو، 1936) - "سطح مغناطيسي" (بالإنجليزية: Magnetic Surface)، 1962، حديد، مغناطيس، زجاج، مُحرك، 46 x 46 سم - ألبرتو بوري (تشيتا دي كاستيلو، 1915 - نيس، 1995) - "رمل" (بالإنجليزية: Sand)، 1952، مواد متعددة على قماش، 90 x 108.5 سم - "أسود أحمر" (بالإنجليزية: Red Black)، 1953، زيت، مينا، قماش، رمل على قماش، 98.8 x 85.2 سم - Corrado Cagli (أنكونة، 1910 - روما، 1976) - "إيقاع خلوي" (بالإنجليزية: Cellular Rhythm)، 1949، تمبرا على ورق مقوى كلصوق على خشب رقائقي، 69.2 x 100.5 سم - Angelo Candiano (موذقة، 1962) - "متحول" (بالإنجليزية: Mutant)، 1996، طباعة فوتوغرافية بالأبيض والأسود، 40.5 x 40.5 سم - "متحول" (بالإنجليزية: Mutant)، 1996، طباعة فوتوغرافية بالأبيض والأسود، 40.5 x 40.5 سم - "متحول" (بالإنجليزية: Mutant)، 1996، طباعة فوتوغرافية بالأبيض والأسود، ورق فوتوغرافي على دعامة صلبة، 85.5 x 85.5 سم - Giuseppe Capogrossi (روما، 1900 - 1972) - "السطح 154" (بالإنجليزية: Surface 154)، 1956، زيت على قماش، 80 x 100 سم - كارول راما (Olga Carol Rama) (تورينو، 1918) - "بدون عنوان"، 1961، مواد متعددة على قماش، 40.5 x 30 سم - Nicola Carrino (تارانتو، 1932) - "بناء عمودي" (بالإنجليزية: Vertical Construction)، 1989، حديد، 503.5 x 150 x 165 سم - Bruno Cassinari (بياتشنزا، 1912 - ميلانو، 1992) - "لا تزال حياة مع السمك" (بالإنجليزية: Still Life with Fish)، 1952، زيت على قماش مدعوم، 60 x 70 سم - إنريكو كاستيلاني (رفيغة، 1930) - "سطح أبيض" (بالإنجليزية: White Surface)، 1971، أكريليك على قماش غير مرن ومنكسد، 141 x 212 سم - Alik Cavaliere (روما، 1926 - ميلانو، 1998) - "لتعيش الحرية" (بالإنجليزية: Long Live Freedom)، 1976، حديد، برونز، أشياء، 227 x 105 x 103 سم - Umberto Cavenago (ميلانو، 1959) - "ركيزة" (بالإنجليزية: Pedestal)، حوالي 1989، ورقة بيضاء على عجلات، 150 x 40 x 20 سم - Mino Ceretti (ميلانو، 1930) - "بدون عنوان"، 1965، أكريليك على قماش، 100 x 100 سم - ماريو سيرولي ‏ (كاستل فرنتانو، 1938) - "داريا" (بالإنجليزية: Daria)، 1967، خشب تعبئة غير معالج (صنوبر روسي)، 175 x 43 x 23 سم - Sandro Chia (فلورنسا، 1946) - "أيها الرجل الصغير عندما تشعر بالراحة، بما أنك في منزلك" (بالإنجليزية: Little man when you feel comfortable، since you’re in your own home)، 1976، قلم رصاص، زيت وتمبرا على قماش مدعوم بالورق، 80 x 80 سم - Ennio Chiggio (نابولي، 1938) - "بدون عنوان"، 1966، أكريليك على خشب وزجاج، 49 x 49 x 4 سم - Alfredo Chighine (ميلانو، 1914 - بيزا، 1974) - "تركيبة برتقالية على خلفية زرقاء" (بالإنجليزية: Orange Composition on a Blue Background)، 1956، زيت على قماش، 116.5 x 81 سم - فرانسيسكو كليمنت (نابولي، 1952) - "ديبيتش، 18 صورة غير قابلة للفصل" (بالإنجليزية: Diptych, 18 non-separable photographs)، 1973، طباعة فوتوغرافية على ورق، عُنصرين، 26 x 26 سم لكل منهم - "بدون عنوان"، 1980، قلم رصاص وباستيل على ورق مثبت على قماش، 45 x 61.7 سم - Jack Clemente (نوفارا، 1926 - ميلانو، 1974) - "بدون عنوان"، 1962، مواد متعددة على قماش، 97 x 130 سم - Ettore Colla (بارما، 1896 - روما، 1968) - "حديد" (بالإنجليزية: Iron)، 1952، حديد ملون، 165 x 130 x 36 سم - جياني كولومبو (ميلانو، 1937 - ميلانو 1993) - "هيكل سائل" (بالإنجليزية: Fluid Structure)، 1960، فولاذ، زجاج وخشب مطلي، 50 x 50 x 4.5 سم - "مساحة مرنة" (بالإنجليزية: Elastic Space)، 1970، خشب مطلي ومرن، 100 x 100 سم - جو تشيزاري كولومبو (ميلانو، 1930 - 1971) - "بدون عنوان"، 1952، مواد متعددة على قماش، 79.1 x 100 سم - Pietro Consagra (تراباني، 1920 - ميلانو، 2005) - "حجر قمر قوقازي ذو وجهين" (بالإنجليزية: Double-sided Caucasus Moonstone)، 1976، حجر قمر قوقازي، 88.5 x 78 x 24.5 سم - Antonio Corpora (تونس، 1909 - روما، 2004) - "قارب في طور البناء" (بالإنجليزية: Boat under Construction)، 1952، زيت على قماش، 81،5 x 100 سم - Toni Costa (بادوفا، 1935) - "هيكل ديناميكي بصري" (بالإنجليزية: Optical Dynamical Structure)، 1970، بولي إيثيلين وخشب، 75 x 75 سم - Roberto Crippa (منزة، 1921 - بريسو، 1972) - "لوالب" (بالإنجليزية: Spirals)، 1952، زيت على قماش، 100 x 100.5 سم - Enzo Cucchi (أنكونة، 1949) - "بدون عنوان"، 1993، فحم على ورق مقوى مثبت على قماش، 130 x 70 سم - داداماينو (Eduarda Maino) (ميلانو، 1930 - 2004) - "كائن مرئي غير مستقر" (بالإنجليزية: Unstable Visual Object)، 1963، ألمنيوم مطحون وخيوط نايلون، خشب مطلي، 50 x 50 x 5.5 سم - Sergio Dangelo (ميلانو، 1932) - "المطر، الزمن الجميل" (بالإنجليزية: La pluie, le beau temps)، 1953، مينا على قماش، 44 x 80 سم - Nicola De Maria (بينيفنتو، 1954) - "بدون عنوان"، 1992، زيت على قماش، 40 x 30 سم - Bruno De Toffoli (تريفيزو، 1913 - البندقية، 1978) - "ريتمو نيلي فورمي" (بالإيطالية: Ritmo nelle forme)، 1949، جيسو، 203 x 74 x 68 سم - Gabriele De Vecchi (ميلانو، 1938 - 2011) - (بالإنجليزية: U.R.M.N.T.)، 1962، شبكة معدنية، قماش، خشب رقائقي ومُحرك كهربائي، 50 x 50 سم - Lucio Del Pezzo (نابولي، 1933) - "كتابة كبيرة" (بالإنجليزية: Large Writing)، 1962، طلاء ومينا على لوح خشبي، 146 x 114 سم - Mario Deluigi (تريفيزو، 1901 - البندقية، 1978) - "بدون عنوان"، 1953-1954، مواد متعددة على لوح خشبي، جيسو، 70 x 65.5 سم - Bruno Di Bello (نابولي، 1938) - "فوتو/غراف" (بالإنجليزية: Photo/graph)، 1977، طباعة فوتوغرافية على قماش، 50 x 35 سم - Nino Di Salvatore (فربانيا، 1924 - ميلانو، 2001) - "فضاء نشط" (بالإنجليزية: Active Space)، 1949، زيت على قماش مطبق على لوح خشبي، 100 x 80 سم - إنريكو دوناتي (ميلانو، 1909 - نيويورك، 2008) - "ماغما بيضاء" (بالإنجليزية: White Magma)، 1952، مواد متعددة على قماش، 40 x 50 سم - Piero Dorazio (روما، 1927 - بيروجا، 2005) - "ليونة" (بالإنجليزية: Plasticity)، 1949، مواد متعددة على قماش، 73 x 60 سم - "أفعى" (بالإنجليزية: Snake)، 1968، زيت على قماش، 175 x 350 سم - "دوريك الرابع" (بالإنجليزية: Doric IV)، 1971، زيت على قماش، 199.5 x 61 سم - Gillo Dorfles (ترييستي، 1910) - "التقاطع الثاني" (بالإنجليزية: Intersection II)، 1956، زيت على قماش، 55 x 80 سم - Gianni Dova (روما، 1925 - بيزا، 1991) - "بدون عنوان"، 1952، زيت على قماش، 50 x 40 سم - Enzo Esposito (بينفنتو، 1946) - "بدون عنوان"، 1986، مواد متعددة على قماش، 152 x 200 سم - Agenore Fabbri (بستويا، 1911 - سفونة، 1998) - "رمز" (بالإنجليزية: Character)، 1961، خشب متعدد الألوان، 85 x 22 x 18 سم - Luciano Fabro (تورينو، 1936 - ميلانو، 2007) - "موطن الأعشاب (أ)" (بالإنجليزية: Herb Habitat (A))، 1980، حبر هندي، ألوان مائية على ورق بظهر قماش، 60.5 x 80.5 سم - "موطن الأعشاب (ب)" (بالإنجليزية: Herb Habitat (B))، 1980، حبر هندي، ألوان مائية وقلم حبر على ورق، 101 x 68.5 سم - "دي إيطاليا" (بالإيطالية: De Italia)، 1972، جلد، ألوان طبيعية، 102 x 96 سم - Vincenzo Ferrari (كريمونا، 1941 - ميلانو، 2012) - "القيام بالفعل" (بالإنجليزية: Doing)، 1977، مواد متعددة على لوح خشبي، 45 x 45 سم - Tano Festa (روما، 1938 - 1988) - "مايكل آنجلو بحسب تانو فيستا" (بالإنجليزية: Michelangelo according to Tano Festa)، 1967، مينا على قماش، 100 x 80.6 سم - Giosetta Fioroni (روما، 1932) - "تفاصيل من ولادة الزهرة" (بالإنجليزية: Detail from the Birth of Venus)، 1965، زيت على قماش، 100 x 200 سم - لوسيو فونتانا (روساريو، 1899 - كومابيو، 1968) - "مفهوم مكاني" (بالإنجليزية: Spatial Concept)، 1951 [1949]، أكريليك على ورق ملصوق بقماش، 68 x 70 سم - "مفهوم مكاني" (بالإنجليزية: Spatial Concept)، 1952، مواد متعددة على ورق مثقب، بقع فضية وصفراء على خلفية رمادية زرقاء، 34.5 x 49.5 سم - "مفهوم مكاني" (بالإنجليزية: Spatial Concept)، 1956، ترتر على قماش، ورق مثقب، 58 x 43.5 سم - "مفهوم مكاني: التوقعات" (بالإنجليزية: Spatial Concept: Expectations)، 1959-1960، صباغة مائية على قماش، white، 64.5 x 42.5 سم - "مفهوم مكاني: قمر البندقية" (بالإنجليزية: Spatial Concept: Venice Moon)، 1961، زيت وزجاج على قماش، 150 x 150 سم - "مفهوم مكاني: التوقعات" (بالإنجليزية: Spatial Concept: Expectations)، 1964، صباغة مائية على قماش، أبيض، 53 x 64 سم - "مفهوم مكاني: التوقعات" (بالإنجليزية: Spatial Concept: Expectations)، 1967، صباغة مائية على قماش، أبيض، 81 x 65 سم - "مفهوم مكاني" (بالإنجليزية: Spatial Concept)، 1967، lacquered، معدن مثقب، 110 x 110 x 10.5 سم - "مفهوم مكاني" (بالإنجليزية: Spatial Concept)، 1967، معدن مطلي، أحمر، ارتفاع. 128 سم، قطر. 49 سم - Pinot Gallizio (ألبا، 1902 - 1964) - "بدون عنوان"، 1962، زيت على بطاقة لوحية، 50 x 70 سم - Franco Garelli (ديانو دالبا، 1909 - تورينو، 1973) - "شكل" (بالإنجليزية: Figure)، 1958، حديد على قاعدة خشبية، صباغة رمادية، 63 x 20.5 x 16 سم - Alberto Garutti (ليكو، 1948) - "خشب" (بالإنجليزية: Wood)، 1991، مواد متعددة (خشب وألمنيوم)، 155 x 120 سم - Piero Gilardi (تورينو، 1942) - "بطيخ" (بالإنجليزية: Watermelons)، 1966، زبد، 70 x 100 x 15 سم - Giorgio Griffa (تورينو، 1936) - "رسمة" (بالإنجليزية: Painting)، 1977، أكريليك على قماش، 215 x 230 سم - ريناتو غوتوسو (باليرمو 1912 - روما، 1987) - "التين الشوكي" (بالإنجليزية: Prickly Pears)، 1962، زيت على قماش، 115 x 146 سم - Paolo Iacchetti (ميلانو، 1953) - "أبوليا" (بالإنجليزية: Aboulia)، 1990، زيت على قماش، 113 x 185 سم - Emilio Isgrò (برشلونة بوتسو دي غوتو، 1937) - "بدون عنوان"، 1972، كتاب، تمبرا على ورق، 39 x 59 سم - "الحقبة الإيطالية" (بالإنجليزية: Italian Time)، 1986، صورة، أكريليك على لوح خشبي، 20 عنصرا، قطر. 100 سم - Massimo Kaufmann (ميلانو، 1963) - "بدون عنوان"، 1992، مواد متعددة (زيت، حبر) على قماش، 100 x 100 سم - Jannis Kounellis (بيرايوس، 1936) - "بدون عنوان"، 1963، مواد متعددة على قماش، 140 x 165 سم - "بدون عنوان"، 1959-1966، تمبرا على ورق، 69.5 x 98.5 سم - Ketty La Rocca (لا سبيتسيا، 1938 - فلورنسا، 1976) - "ملحق الاستئناف" (بالإنجليزية: Appendix to an Appeal)، 1971، طباعة على ورق، صفحتين، مثبتة على لوح خشبي، 31 x 34 سم - Edoardo Landi (مودينا، 1937) - "هيكل متعامد + تأثير لوني" (بالإنجليزية: Orthogonal Structure + Chromatic Influence)، 1964، قطع متشابكة ملونة من الورق المقوى الفاتح، 38.5 x 38.5 سم - Alberto Magnelli (فلورنسا، 1888 - ميدون، 1971) - "مع سبق الإصرار والترصد" (بالفرنسية: Avec préméditation)، 1947، زيت على قماش، 130 x 96.8 سم - Luigi Mainolfi (روتوندي، 1948) - "منظر طبيعي" (بالإنجليزية: Landscape)، 1982، 60 x 90 x 16 سم - Pompilio Mandelli (ريجيو إميليا، 1914 - بولونيا، 2006) - "ذا فيرزير" (بالإنجليزية: The Verziere)، 1955، زيت على قماش، 85.5 x 100.5 سم - Edgardo Mannucci (أنكونة، 1904 - أنكونة، 1986) - "فكرة" (بالإنجليزية: Idea)، 1963، معدن، 62 x 52 x 8 سم - بييرو مانزوني (كريمونا، 1933 - ميلانو، 1963) - "أكروم" (بالإنجليزية: Achrome)، 1958، كاولين وقماش متجعد، 70 x 100 سم - Giuseppe Maraniello (نابولي، 1945) - "هدايا" (بالإنجليزية: Gifts)، 1987، برونز، 270 x 110 x 130 سم - Elio Marchegiani (سرقوسة، 1929) - "أوزان ألوان على دعامة بلاستيكية" (بالإنجليزية: Weights of Colour on Plaster Support)، 1974، مواد متعددة على دعامة بلاستيكية، 50 x 70 سم - إنزو ماري (سيرانو، 1932) - "تناوب غامض" (بالإنجليزية: Ambiguous Alternation)، 1965-1968، كرتون خفيف، كرتون مموج، بوليسترين، ميتاكريلات، 33.5 x 33.5 x 7 سم - Manfredo Massironi (بادوفا، 1937 - 2011) - "هيكل مزدوج مع مربعات مستديرة" (بالإنجليزية: Double Structure with Rotated Squares)، 1965، كرتون ملون، خشب وزجاج، 53 x 53 x 9 سم - Vittorio Matino (تيرانا، 1943) - "فيينا" (بالإنجليزية: Viennese)، 1989، أكريليك على قماش، 140 x 517 سم - فابيو ماوري (روما، 1926 - 2009) - "ما هي الشاشة" (بالإنجليزية: What is a Screen)، 1965، زيت على قماش، 112 x 123 سم - Fausto Melotti (روفيريتو، 1901 - ميلانو، 1986) - "زوج" (بالإنجليزية: Couple)، حوالي 1970، نحاس، 63 x 18 x 14 سم - Eugenio Miccini (فلورنسا، 1925 - 2007) - "الآلهة لا تحب الفوضى" (بالإنجليزية: Gods do not like disorder)، 1972، مواد متعددة على قماش، 110 x 110 سم - Umberto Milani (ميلانو، 1912 - 1969) - "رمادي، وردي وأزرق" (بالإنجليزية: Grey, Pink and Blue)، 1961، زيت على قماش، 100 x 100 سم - Aldo Mondino (تورينو، 1938 - 2005) - "لقاءات" (بالفرنسية: Rencontres)، 1968، أكريليك على قماش، قلم رصاص وقلم أسود، 115.5 x 89.5 سم - Gianni Monnet (تورينو، 1912 - ميلانو، 1958) - "من الداخل" (بالإنجليزية: Inside)، 1947، زيت على قماش، 50 x 70 سم - Mattia Moreni (بافيا 1920 - رافينا، 1999) - "المحجر" (بالإنجليزية: The Quarry)، 1955، زيت على قماش، 150.5 x 150،5 سم - Ennio Morlotti (ليكو، 1910 - ميلانو، 1992) - "آذريون" (بالإنجليزية: Calendulas)، 1955، زيت على قماش، 61 x 85 سم - برونو موناري (ميلانو، 1907 - 1998) - "سلبي - إيجابي - أصفر - أحمر" (بالإنجليزية: Negative-Positive Yellow-Red)، 1951، أكريليك على قماش، 100 x 100 سم - Mario Nigro (بيستويا، 1917 - ليفورنو، 1992) - "بدون عنوان"، 1957، مواد متعددة على ورق وقماش، 99 x 73 سم - "ثلاثة حمر" (بالإنجليزية: Three Reds)، 1975، صباغة مائية على قماش، 81 x 81 سم - Gastone Novelli (فيينا، 1925 - ميلانو، 1968) - "اكتشافات جغرافية" (بالإنجليزية: Geographical explorations)، 1963، مواد متعددة على قماش، 70 x 90 سم - "لغة الرجل" (بالإنجليزية: The Language of Man)، 1963، مواد متعددة على قماش، 100 x 100 سم - Claudio Olivieri (روما، 1934) - "بدون عنوان"، 1972، زيت على قماش، 150 x 190 سم - Luciano Ori (فلورنسا، 1928 - 2007) - "توكاتا وفوغ" (بالإنجليزية: Toccata and Fugue)، 1974، تصوير على قماش، 95 x 65 سم - Mimmo Paladino (بادولي، 1948) - "البحر الشمالي" (بالإنجليزية: North Sea)، 1985، مواد متعددة (حديد وخشب) وزيت على خشب، 121 x 86 سم - جوليو باوليني ‏ (جنوة، 1940) - "برهان" (بالإنجليزية: Demonstration)، 1975، صفائح من زجاج شبكي. - "نارسيسوس" (بالإنجليزية: Narcissus)، 1982، صورة على قماش مطلي، 137 x 204 سم (عنصرين، 137 x 102 سم لكل منهم) - Gianfranco Pardi (ميلانو، 1933 - 2012) - "حنية" (بالإنجليزية: Apse)، 1981، أكريليك على قماش، 119 x 200 سم - "هندسة معمارية" (بالإنجليزية: Architecture)، 1990، حديد مطلي، 160 x 82 x 50 سم - Claudio Parmiggiani (لوتسارا، 1943) - "نحو بيزنطة" (بالإنجليزية: Towards Byzantium)، 1985، طباشير وخرائط ألوان، 38.5 x 35 x 33 سم - بينو باسكال ‏ (باري، 1935 - روما، 1968) - "صخرة" (بالإنجليزية: Rock)، 1966، خشب وقماش مطلي، 35 x 133 x 39 سم - "دودة خسيسة" (بالإنجليزية: Bristleworm)، 1967، ستة عشر شعيرة من الأكريليك على دعامة معدنية، 27.5 x 178.5 x 35 سم - Giuseppe Penone (غاريسيو، 1947) - "يكتُب/يقرأ/يتذكر" (بالإنجليزية: Writes/Reads/Remembers)، 1972، صور ملونة مؤطرة بإطارات خشبية وعمود فولاذي ذي قاعدة خشبية، 35 x 70.5 x 13 سم - Achille Perilli (روما، 1927) - "قمة الفراغ، صلابة الصمت" (بالإنجليزية: Top of the Void, the Solidity of Silence)، 1961، مواد متعددة على قماش، 200 x 160 سم - Cesare Peverelli (ميلانو، 1922 - باريس، 2000) - "لوحة"، 1952، تمبرا على ورق، 48 x 66 سم - مايكل أنجلو بيستوليتو (بييلا، 1933) - "فتاة تمشي" (بالإنجليزية: Girl Walking)، 1966، طباعة شاشة على مرآة من فولاذ مقاوم للصدأ، 230 x 120 سم - Enrico Prampolini (مودينا، 1894 - روما، 1956) - "تركيب" (بالإنجليزية: Composition)، 1949، زيت على ورق مدعوم بالقماش، 63 x 46 سم - Mario Raciti (ميلانو، 1934) - "قصة" (بالإنجليزية: Story)، 1963، مواد متعددة على قماش مدعوم بالورق، 50 x 70 سم - Mauro Reggiani (مودينا، 1897 - ميلانو، 1980) - اللوحة رقم 12، 1950، زيت على قماش، 65 x 81 سم - ريجينا (Regina Prassede Cassolo Bracchi) (بافيا، 1894 - ميلانو، 1974) - "بدون عنوان"، 1953، طلاء على ورق، 21 x 17 سم - "هيكل" (بالإنجليزية: Structure)، 1952، خشب ونحاس مطلي وأسلاك، 27 x 26 x 20 سم، قاعدة خشبية، 18 x 26 x 2 سم - Bepi Romagnoni (ميلانو، 1930 - كالياري، 1964) - "قصة" (بالإنجليزية: Story)، 1963، زيت وطلاء على ورق مدعوم بالقماش، 100 x 80 سم - Mimmo Rotella (كاتانزارو، 1918 - ميلانو، 2006) - "بدون عنوان"، 1948، مواد مختلفة على لوح خشبي، 50 x 40 سم - "ميثولوجيا من الأحمر والأسود" (بالإنجليزية: Mythology in Black and Red)، 1962، زخرفة على قماش، 135 x 98 سم - Piero Ruggeri (تورينو، 1930 - تورينو، 2009) - "رأس" (بالإنجليزية: Head)، 1958، زيت على قماش، 70 x 50 سم - Remo Salvadori (فلورانسا، 1947) - "في التوقيت بالضبط" (بالإنجليزية: In the Moment)، 1988، رصاص، 99 x 97.7 x 3.2 سم - Antonio Sanfilippo (تراباني، 1923 - روما، 1980) - "تركيب" (بالإنجليزية: Composition)، 1955، زيت على قماش، 60 x 80 سم - Giuseppe Santomaso (البندقية، 1907 - 1990) - "ذاكرة خضراء" (بالإنجليزية: Green Memory)، 1953، زيت على قماش، 120.2 x 150 سم - Emilio Scanavino (جنوى، 1922 - ميلانو، 1986) - "عذرية" (بالإنجليزية: Virginity) 1960، زيت على قماش، 146 x 120 سم - Paolo Scheggi (فلورنسا، 1940 - روما، 1971) - "من أجل حالة" (بالإنجليزية: For a Situation)، 1962، أكريليك مثقب، لوحات متراكبة، 50 x 60 سم - ماريو سكيفانو (حمص، 1934 - روما، 1998) - "الخريف الأخير" (بالإنجليزية: Last Autumn)، 1963، مواد متعددة على قماش، 179 x 140 سم - "إعادة النظر في المستقبل" (بالإنجليزية: Futurism Revisited) 1966، برسبيكس ومواد مختلفة على ورق، 100 x 52 سم - Toti Scialoja (روما، 1914 - 1998) - "بصمات بيضاء" (بالإنجليزية: White Imprints)، 1959، مواد مختلفة على قنب، 114 x 236 سم - Atanasio Soldati (بارما، 1896 - 1953) - "تركيب" (بالإنجليزية: Composition) 1951، زيت على قماش، 50 x 60 سم - Ettore Spalletti (كابيلي سول تافو، 1940) - "سماء المساء، أزهار الخوخ، الربيع" (بالإنجليزية: Evening Sky، Pلكل منهم Blossoms، Spring)، 1983، إمباستو على لوح خشبي، 3 عناصر، 81 x 100.5 سم لكل واحد - Domenico Spinosa (نابولي، 1916 - 2007) - "أشجار وشمس" (بالإنجليزية: Trees and Sun)، 1959، زيت على لوح خشبي، 97 x 80 سم - Mauro Staccioli (فولتيرا، 1937) - "بدون عنوان"، 1989، إسمنت حديدي، 110 x 350 x 50 سم - تانكريدي (Tancredi Parmeggiani) (فيلتر، 1927 - روما، 1964) - "بدون عنوان"، 1953، مواد مختلفة وباستيل على ورق فابريانو، 70 x 100 سم - "بدون عنوان"، 1955، زيت على ماسونيت، 125 x 170.5 سم - Marco Tirelli (روما، 1956) - "بدون عنوان"، 1993، مواد متعددة على قماش، 150 x 110 سم - Grazia Toderi (بادوفا، 1963) - "كان هناك شيء من الجنية فيها، ولا يوجد شيء لا يطاق، إذا حكمنا من خلال القصص الخيالية، من العيش مع جنية ..." (بالإنجليزية: There was something of the fairy in her، and nothing is more unbearable، judging by fairy tales، than living with a fairy...)، 1994، سيباكروم على ألمنيوم، 80 x 120 سم - Giulio Turcato (مانتوفا، 1912 - روما، 1995) - "بدون عنوان" (بالإنجليزية: Untitled)، 1960، زيت ورمل على قماش، 65 x 92 سم - "هيكل خشبي" (بالإنجليزية: Wooden Structure)، 1985، خشب مطلي، 333 x 120 x 120 سم - Giuseppe Uncini (فابريانو 1929 - بيروجا، 2008) - "ظلال من خطين متوازيين" (بالإنجليزية: Shadow and Two Parallelepipeds)، 1973، خرسانة وخشب مصفح، 180 x 75 x 35 سم - "ظلال من خطين متوازيين" (بالإنجليزية: Shadow and Two Parallelepipeds)، 1975، خرسانة وخشب مصفح، 71 x 145 x 12 سم - Franco Vaccari (مودينا، 1936) - "معرض في الزمن الحقيقي رقم 8: تحية لأريوستو" (بالإنجليزية: Exhibition in Real Time no. 8: Homage to Ariosto)، 1974، طباعة فوتوغرافية على ورق، 5 عناصر، 60 x 80 سم لكُل واحد - Sergio Vacchi (بولونيا، 1925) - "الأُسس" (بالإنجليزية: The Foundations)، 1956، زيت على قماش، 114.5 x 159 سم - Valentino Vago (منزة 1931) - "إي 174" (بالإنجليزية: E 174)، 1973، أكريليك على قماش، 81 x 65 سم - Grazia Varisco (ميلانو، 1937) - "نمط الإضاءة المتغير" (بالإنجليزية: Variable Luminous Pattern)، 1962، نيون، بلاستيك، 35 x 40 x 8 سم - Emilio Vedova (البندقية، 1919 - 2006) - "فضاء مضطرب" (بالإنجليزية: Disturbed Space T. 1)، 1957، عشب تمبرا على قماش، 134.5 x 167.9 سم - "إسبانيا، تحية إلى ماتشادو" (بالإسبانية: Spain. Homage to Machado)، 1959-1960، زيت على قماش، 129.7 x 57.7 سم - Luigi Veronesi (ميلانو، 1908 - 1998) - "الموقوف رقم 2" (بالإنجليزية: Suspended no. 2)، 1953، تبمرا على ورق، 50 x 69.5 سم - Franco Vimercati (ميلانو، 1940 - 2001) - "سلطانيات" (بالإنجليزية: Tureens)، 1983، طباعة فوتوغرافية على ورق، 6 عناصر، 18.7 x 24 سم لكُل واحد - Silvio Wolf (ميلانو، 1952) - "ضوء أخضر/متعامد" (بالإنجليزية: Green Light/Orthogonal)، 1989، مواد متعددة (طباعة سيباكروم، رصاص، زنك، شرائح بلاستيكية)، 97 x 151 x 4 سم - William Xerra (فلورنسا، 1937) - "ستيت" (بالإنجليزية: Stet)، 1977، مواد متعددة على إطار مؤقت، 68 x 53 سم - Gilberto Zorio (أندورنو ميكا، 1944) - "بحر" (بالإنجليزية: Bلكل منهم)، 1972، قلم رصاص، أكريليك، رقائق قصدير على ورق مدعوم بالقماش، 70 x 200 سم |

## وصلات خارجية
- متحف إيطاليا بميلانو